# Royale Marocaine d’Assurance
Die Royale Marocaine d’Assurance S.A. (arabisch الملكية الوطنية للتأمين, DMG al-Malakiyya al-Waṭaniyya li-t-Taʾmīn) ist ein marokkanisches Unternehmen mit Sitz in Casablanca.
Es ist eine der größten Versicherungsgesellschaften Marokkos und ist in der Lebensversicherung, Kranken-, Schaden- und Unfallversicherung tätig und bietet auch Vermögensverwaltung an.
Im Unternehmensbereich bietet sie Gütertransportversicherungen, Versicherungen in den Bereichen Hoch- und Tiefbau, Tourismus, Führungskräfteversicherungen u. ä. an.
Sie ist eine Tochtergesellschaft der O Capital Group.

## Geschichte
Die Royale Marocaine d’Assurances wurde 1949 gegründet.
Im Jahr 1985 forderte das marokkanische Finanzministerium angesichts einer Politik der Säuberung betrügerischer Versicherungsgesellschaften von mehreren Gesellschaften, darunter auch Royale Marocaine d’Assurance, einen öffentlichen Sanierungsplan. Diese führte aus, dass ihr Sanierungsplan im folgenden Jahr validiert worden sei und die Gesellschaft in den Genuss einer staatlichen Beihilfe gekommen sei.
1988 kaufte Othman Benjelloun die Royale Marocaine d’Assurances.
1995 wurde die marokkanische BMCE Bank (heute Bank of Africa) nach deren Privatisierung von der RMA übernommen. 2001 wurde die Alliance Africaine von Al Watanya übernommen. Im Jahr 2003 wurde Sébastien Castro zum CEO der Royale Marocaine d’Assurance ernannt.
Im Jahr 2004 fusionierte Othman Benjelloun seine beiden Versicherungsgesellschaften RMA und Al Watanya zur RMA Watanya. Im September 2016 wurde RMA Watanya in Royale Marocaine d’Assurance umbenannt.